# 阮維連
阮維連（1913年2月26日—2004年7月19日），越南共和國外交官，曾任越南共和國常駐聯合國觀察員及駐紐約總領事和越南共和國駐聯邦德國大使。

## 生平
1913年2月26日，阮維連出生於法屬印度支那河內市。父亲阮士彀是阮朝进士。曾祖父阮仲合爲阮朝大學士。
1938年在東洋大學取得法律學位，1951-55年任越南國駐泰國公使館參贊，1956-63年任駐美國大使館公使銜參贊，1963-65年任外交部秘書長（兼任外交部內閣主任），1965-67年任常駐聯合國觀察員（1966年起兼任駐紐約總領事至1967年），1967-68年任外交部內閣主任，1968-74年任駐聯邦德國大使（同時兼任駐丹麥、挪威及瑞典大使）。
2004年7月19日，阮維連在美國維珍尼亞州麥克萊恩逝世。

## 個人生活
阮維連是佛教徒，已婚，育有兩女一子。